# سلامت و امنیت کشاورزی
سلامت و امنیت کشاورزی از جنبه‌های ایمنی و بهداشت شغلی در محل کار در بخش کشاورزی است. به‌طور ویژه سلامت و ایمنی کشاورزان و کارگران مزرعه و خانواده آنان را بررسی می‌کند.